# Могила світлячків
«Могила світлячків» (яп. 火垂るの墓, хотару но хака, англ. Grave of the Fireflies) — японський анімаційний фільм 1988 року, автором сценарію і режисером якого є Ісао Такахата. Написаний за мотивами однойменного автобіографічного роману Акіюкі Носака.
На 1 березня 2024 року фільм займав 44-ту позицію у списку 250 найкращих фільмів за версією IMDb.

## Сюжет
Дія фільму відбувається у Японії в роки Другої світової війни. Хлопчик Сейта і його молодша сестра Сецуко залишаються сиротами після одного з бомбардувань їхнього рідного міста Кобе. Не маючи куди більше піти, діти вирушають до своєї тітки. Спочатку вона погоджується прихистити родичів, але згодом починає вимагати від них грошей за їжу і житло. Сейта продає материні кімоно та увесь свій нехитрий спадок, але це задовольняє тітку лише ненадовго. Сейта і Сецуко вирішують перебратися до покинутого бомбосховища і жити там. Для освітлення вони використовують світлячків, а їжу Сейта краде в сусідів. Діти змушені голодувати, внаслідок чого Сецуко починає хворіти. Брат приводить її до лікаря, але той не надає їй жодної допомоги. У паніці Сейта знімає усі гроші з банківського рахунку матері й купує на них їжу. У банку хлопець дізнається, що Японія капітулювала, а його батько скоріш за все загинув. Повернувшись додому, Сейта спішить нагодувати сестру, але вона все одно гине. Згодом помирає і він сам.

## Персонажі
Сейта — звичайний чотирнадцятирічний підліток. У нього не закінчилося дитинство, а на нього звалилася війна і смерть батьків. Він розуміє, що повинен дбати про сестру, а не виходить, він ще цього не вміє. Родичі, які прихистили брата і сестру, поступово втомлюються від них. Сейта йде від тітки, забираючи з собою сестру. Щоб добути їжу, мрійливий інтелігентний підліток Сейта мародерствує під час бомбардувань, оскільки не пішов працювати.
Сецуко — сестра Сейти. Війна застає Сецуко маленькою дитиною. Вона бігає і пустує в перервах між бомбардуваннями, гойдається на гойдалках і грає у свої нехитрі іграшки, творить милі дитячі дурощі, з упевненістю переконана, що брат захистить її від усього.
Мати Сейти — йде першою до бомбосховища. Гине в лікарні після бомбардування.
Тітка Сейти — до війни тітка просто заздрила багатству своїх родичів, а під час війни, коли їжі бракує навіть їй з її дочкою, вона виявляється з племінниками в рівному положенні та використовує принцип — "хто не працює, той не їсть". Тітка радить Сейті піти працювати в пожежну бригаду й отримувати пайок. Вона бачить в племінниках тягар, сприймаючи відмову Сейти від роботи як примху розбещеного хлопчини. Тітка зовсім не вважає себе злою або безсовісною, ба навіть навпаки. Вона докоряє сиротам, психологічно підштовхуючи Сейту піти з дому.

### Сейю
- Цутому Тацумі — Сейта
- Аяно Шіраїші — Сецуко
- Йошіко Шінохара — мати
- Акемі Ямагучі — тітка

## Історія створення
Фільм базується на однойменному автобіографічному романі Акіюкі Носакі. Сюжет побудований на реальних подіях. Автор роману також втратив сестру через недоїдання в 1945 році під час війни. «Могила світлячків» вважається класикою японської літератури, присвяченої Другій світовій війні. Щоб підібрати дітей на роль Сецуко і Сейти, Такахата вирушив до Кобе. Там він і знайшов п'ятирічну Аяно Сіраісі, яка згодом виконала одну з головних ролей. Відповідь на питання, чому Такахата шукав акторів саме в цій провінції, полягає, ймовірно, в тому, що він шукав акторів з голосовим акцентом саме цього регіону, бо тут і відбувається вся дія фільму. Екранізація книги вважалася проєктом, приреченим на комерційний успіх завдяки його «освітньому» значенню. Тому фільм вийшов у парі з «Нашим сусідом Тоторо» Хаяо Міядзакі, щоб «проштовхнути» «Тоторо» до глядача. Справді, «Могила» та «Тоторо» були закуплені багатьма шкільними радами для показу учням. 2005 року за мотивами аніме-фільму режисером Тоєю Сато був знятий однойменний фільм. 2008 року відбулася прем'єра однойменного фільму японського режисера Таро Хюгадзі.

## Критика та відгуки
На думку американського критика Роджера Еберта фільм належить до списку найкращих фільмів про війну.
Цей фільм був відзначений двома головними призами на Чиказькому дитячому міжнародному кінофестивалі (1994) та Спеціального призу японських критиків «Блакитна стрічка».
Фільм не проходить тест Бекдел.

## Цікаві факти
- Кінцівка зі смертю головного героя була винайдена Такахатою. В оригіналі та в житті Сейта/Носака залишився живий. Новий варіант закінчення надав фільму гостре антивоєнне звучання, книга ж скоріше — самозвинувачення автора.